# Víztorony (Siófok)
A víztorony Siófok legemblematikusabb épülete, amely a város szívében fekszik, a Fő téren. A tororny 100. évfordulója alkalmából 2012-ben teljes felújításon ment keresztül. Az épület, Gergely Jenő és Gut Árpád tervei alapján épült meg 1912-ben. A magassága a régebbi, kevésbé pontos leírások szerint 45 méter, az újabb mérések szerint viszont csak 41,30 méter. Az épület különlegessége a panoráma lift, amely a kilátó részbe vezet fel.   A vendégeket kikapcsolódási lehetőségként 360°-ban körbejárható nyitott kilátótér várja.
A torony felső részének külön érdekessége, hogy jelenleg Varga Imre szobor, illetve Siófok helytörténeti kiállítása látogatható.

## Története
A víztornyot 1912-ben építették és kezdetben tényleg a vízellátásban volt nagy szerepe. A Kurz Részvénytársaság tervezése alapján 1935-ben átépítették. 1944-től a vízmű nem üzemelt. A második világháború alatt a németek tüzérségi megfigyelő állomásának adott helyet, majd egy páncéltörő ágyú lövedéke megrongálta.
A helyreállításokra 1946-ban került sor. 1953-ig a község tulajdonában állt és közüzemként működött, majd vállalat lett. A víztorony szerepe a vízellátásban a 70-es évekig tartott, utána 1990-es évek elejéig üresen állt. 1992-től többek között a Tourinform irodának adott otthont. 1998-ban újjáépítették a belsejét, de külsőleg nem renoválták. Ebben az évben adta át az állam az önkormányzatnak. Második emelete egy panoráma terasznak és egy kiállító-teremnek adott otthont 2001-től. 2001 őszén a Tourinform iroda elköltözött, a torony bezárta kapuit, renoválásra várt. 2002-ben sürgőssé vált a felújítása. Több évig ment a huzavona a felújítással kapcsolatban, végül 2010-ben megkezdték a renoválását.

## Felújítása
A 2010 nyarára tervezett átadása elmaradt. Több olyan hír is napvilágot látott, hogy a torony megsüllyedt, megdőlt. Akkor a megnyitását a következő év végére tűzték ki. 2011 májusára a munkálatok befejeződtek, de a megnyitásra még nem került sor. 2011. november 25-én felavatták a tornyot a Siófoki Városnapon. Két napon át üzemeltették a lifteket, de a kávézó még nem nyílt meg, üzemeltetőkre vártak. 2012. június 22-én négy napos programsorozat keretében nyitotta meg kapuit a nagyközönség előtt a Sió Plázával, és a felújított térrel együtt.

## A torony napjainkban
A látogatókat két panoráma lift viszi fel a torony felsőbb szintjeibe, ahol két kiállítás található. A panorámalift a Varga Imre állandó kiállításig visz, innen csigalépcsőn közelíthető meg a helytörténeti kiállítás, ha pedig lefelé megyünk néhány lépcsőt, akkor a kilátóteraszról lenyűgöző körpanoráma tárul Siófokra és a Balatonra.
A Varga Imre 100 programsorozat jegyében nyílt kiállítás különlegességét az adja, hogy anyagát, a 2019- elhunyt szobrászművész, Siófok első díszpolgárának fia, a szintén szobrász Varga Tamás válogatta és adományozta a városnak. Varga Imre gipsz szobrai és személyes használati tárgyai láthatók a fotói mellett. Ezek a szobrok egyediek. Egyediek attól, hogy az alkotói folyamat legértékesebb állapotában jelennek meg.
Az egy szinttel feljebb található Helytörténeti kiállításban a látogatók megismerkedhetnek a római kortól napjainkig a település gazdag múltjával, kiemelve a régi falu életét, a fürdőtelep kialakulását, a várossá válást, a folyamatos fejlődést. Segítséget nyújt ebben az idővonal, amelyen a Siófok életében jelentős évszámok, események kiemelésre kerültek, képekkel illusztrálva.

### A víztorony 2013-ban

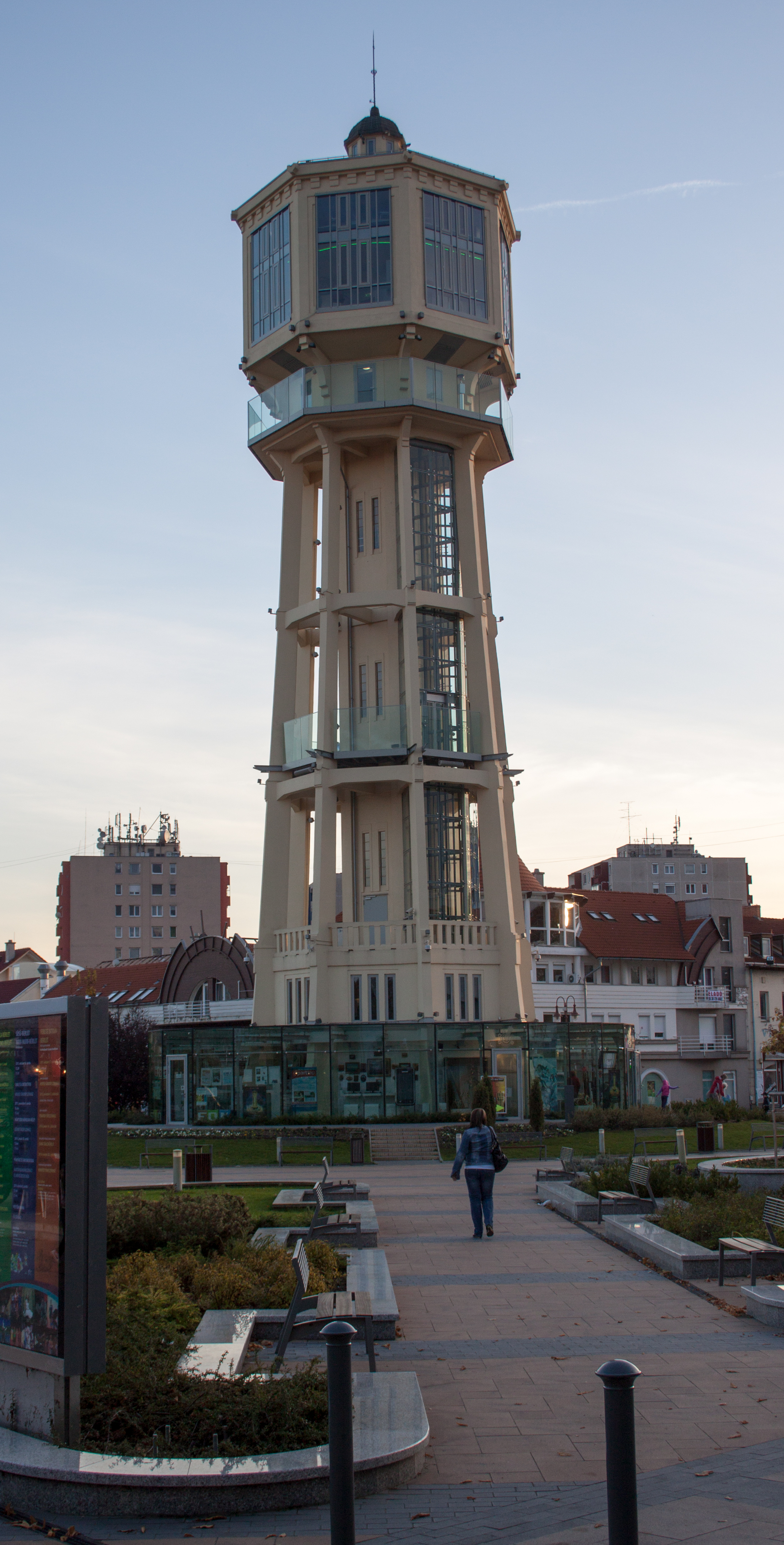
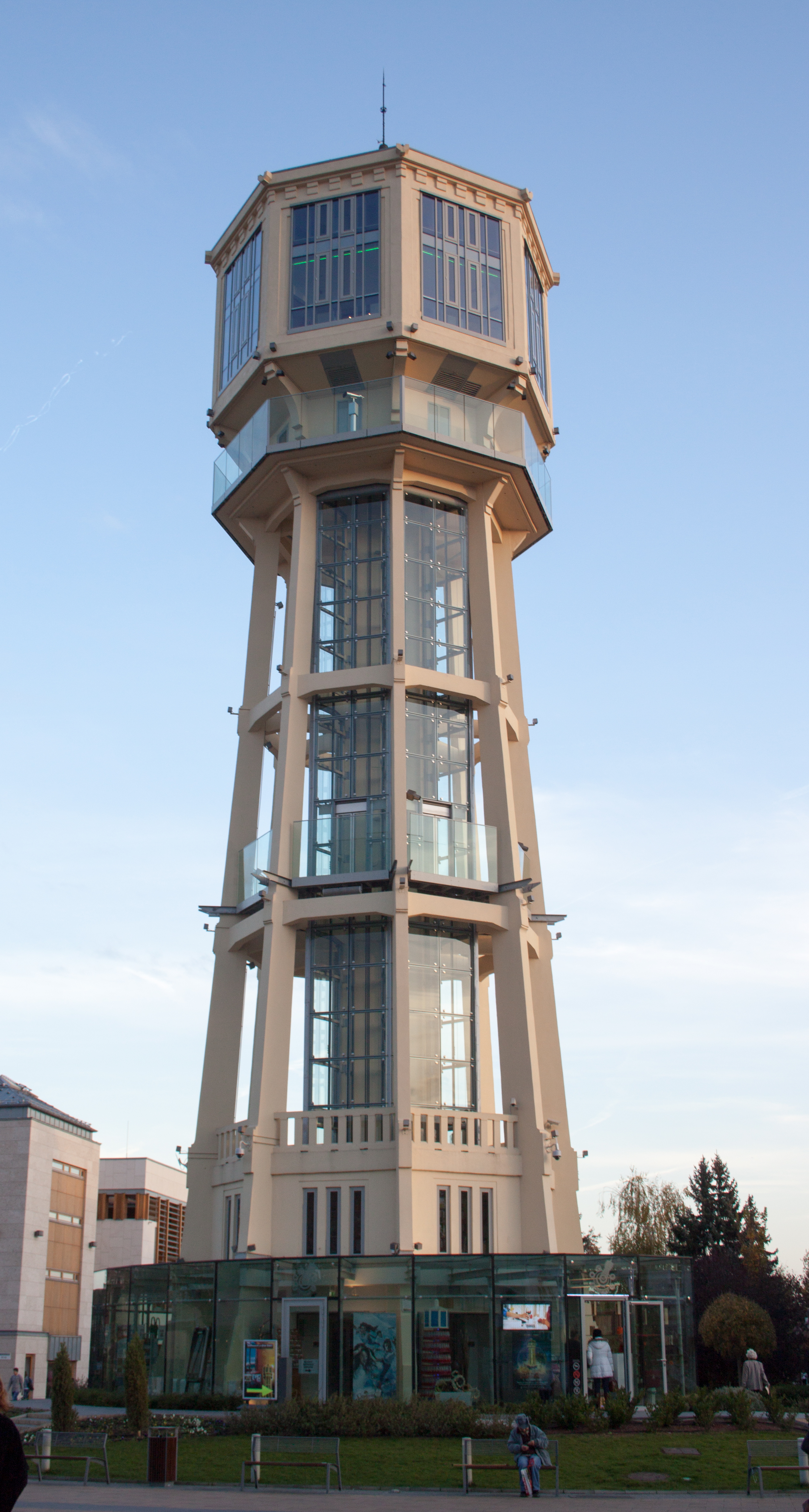
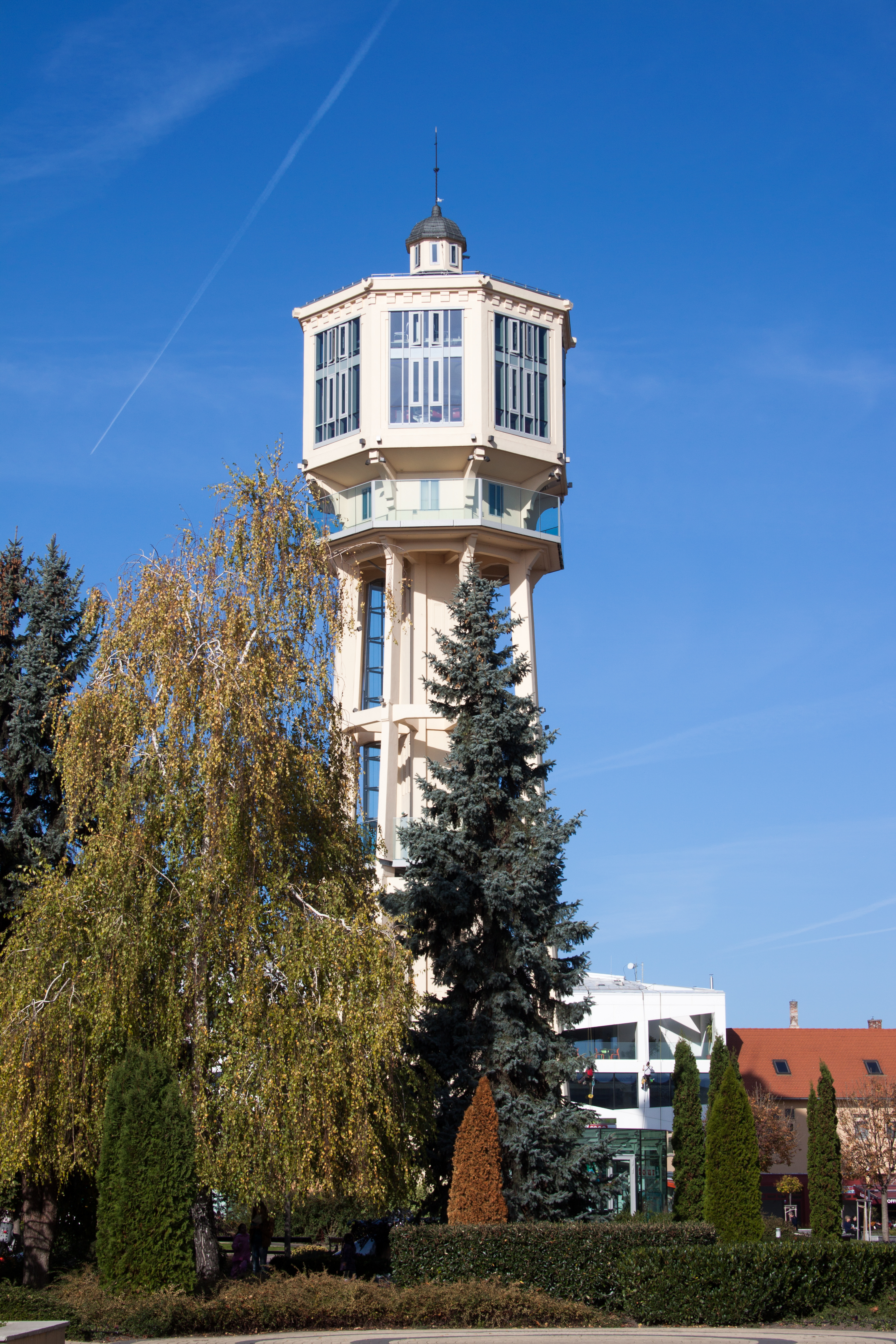
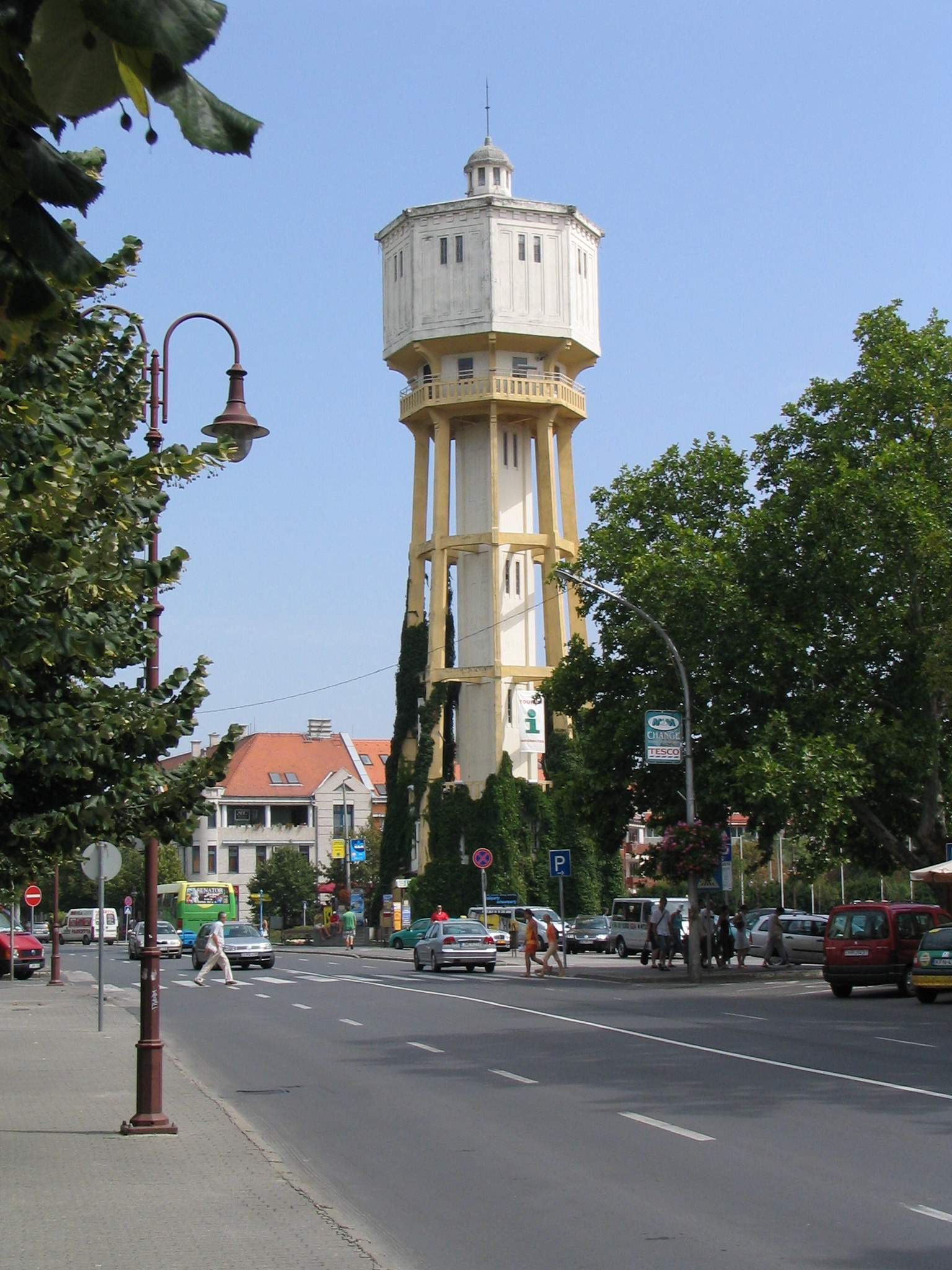
A felújítás előtt

## Látványosságok a környéken
- Varga Imre állandó kiállítása a főtéren
- Millennium Park
- Tojásmúzeum
- Makovecz Imre által tervezett evangélikus templom
- Rózsakert
- Jókai park
- Kálmán Imre Múzeum (Siófok)
- Ásványmúzeum (Siófok) (Kálmán I. sétány 10.)
- A víztorony a több mint 320 km hosszú Dél-dunántúli Pirostúra északi végpontja.

## Kilátás a víztoronyról

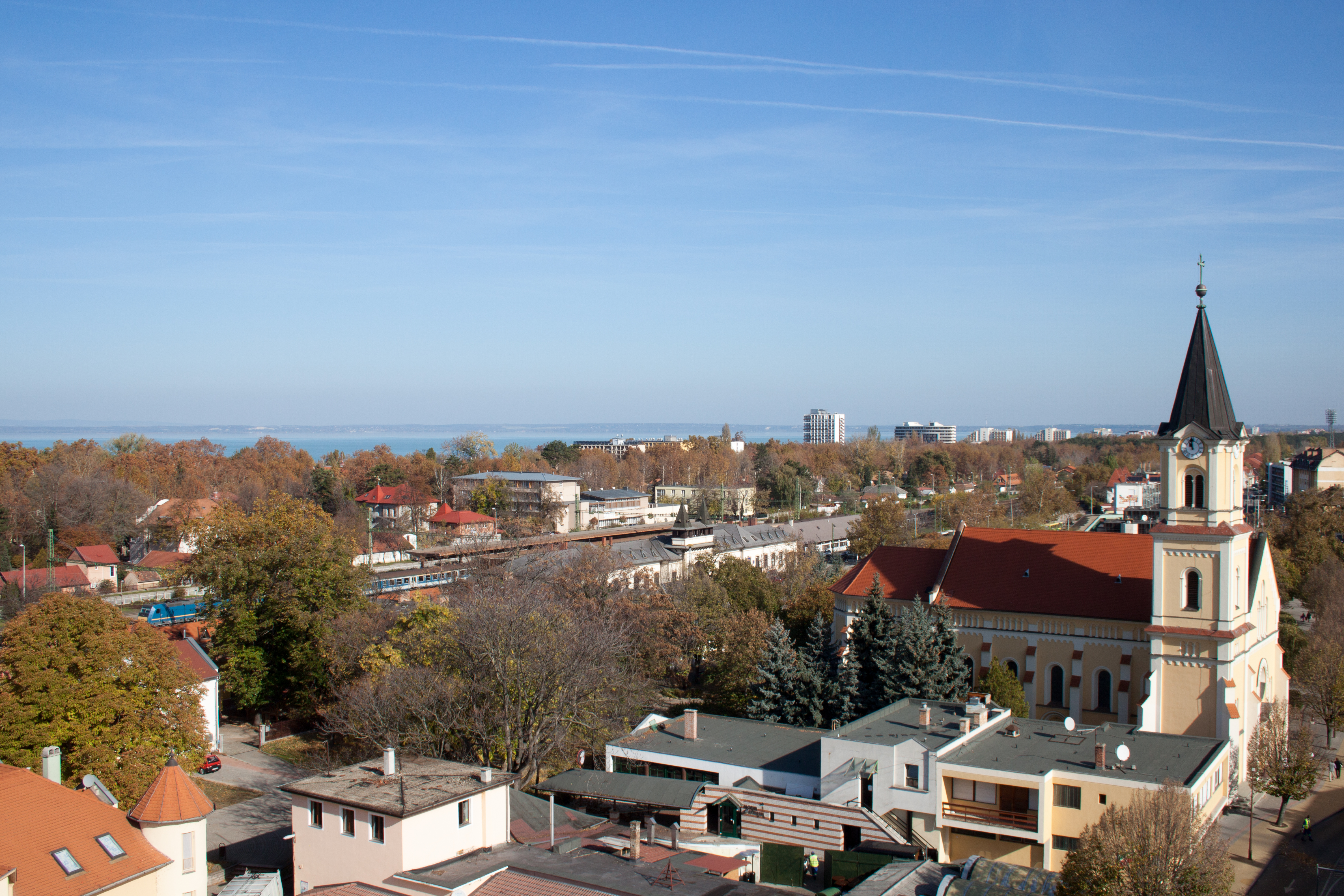
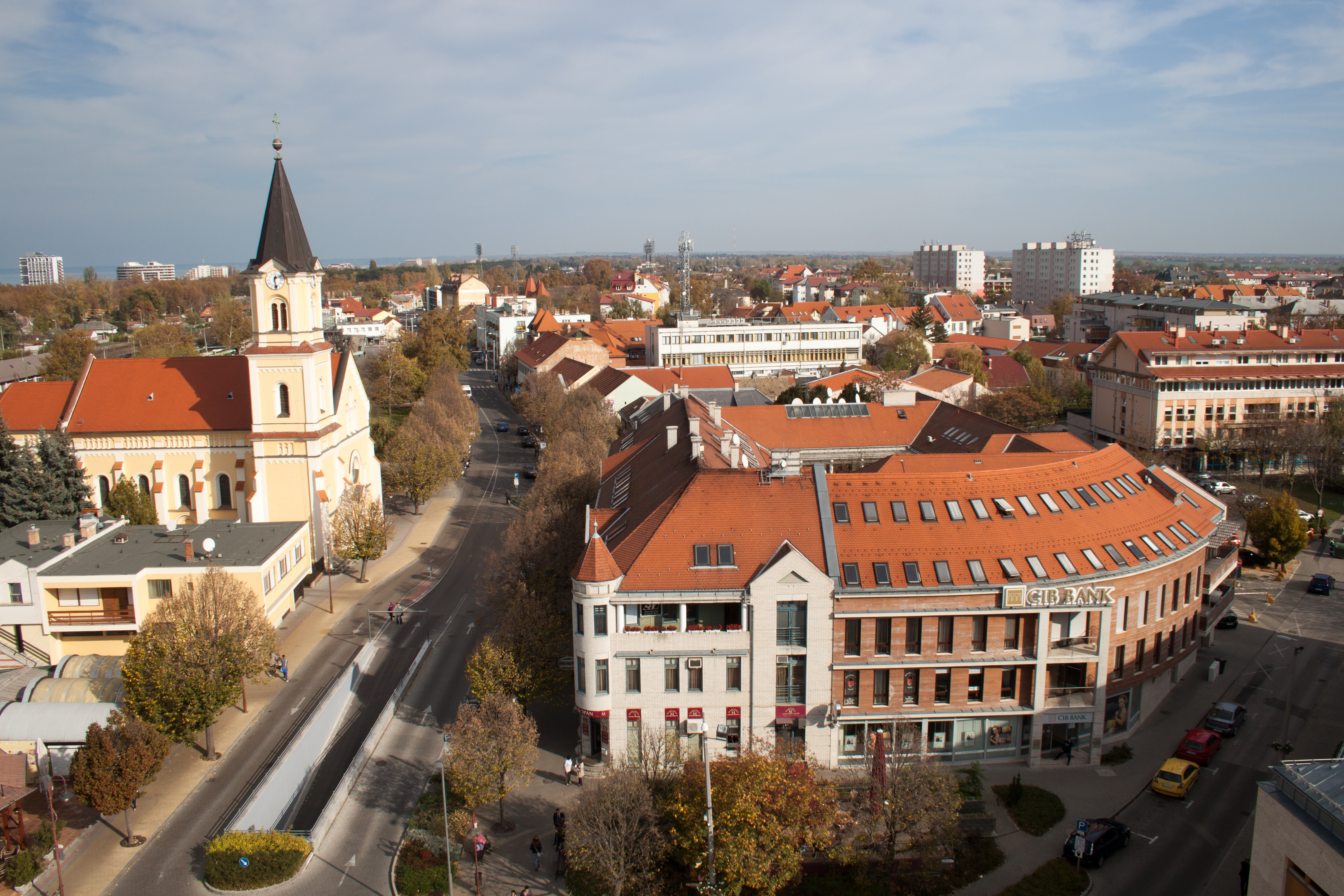
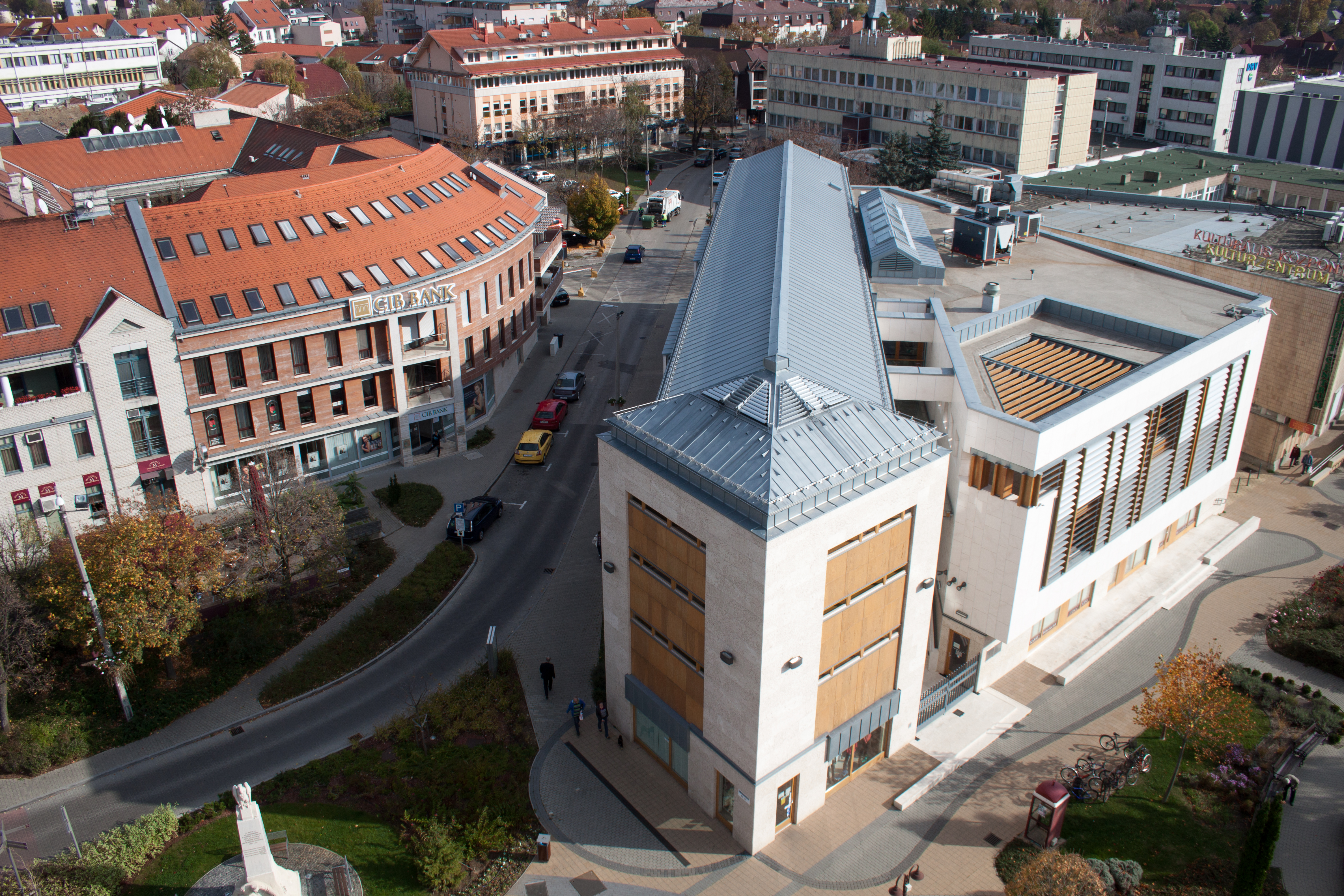
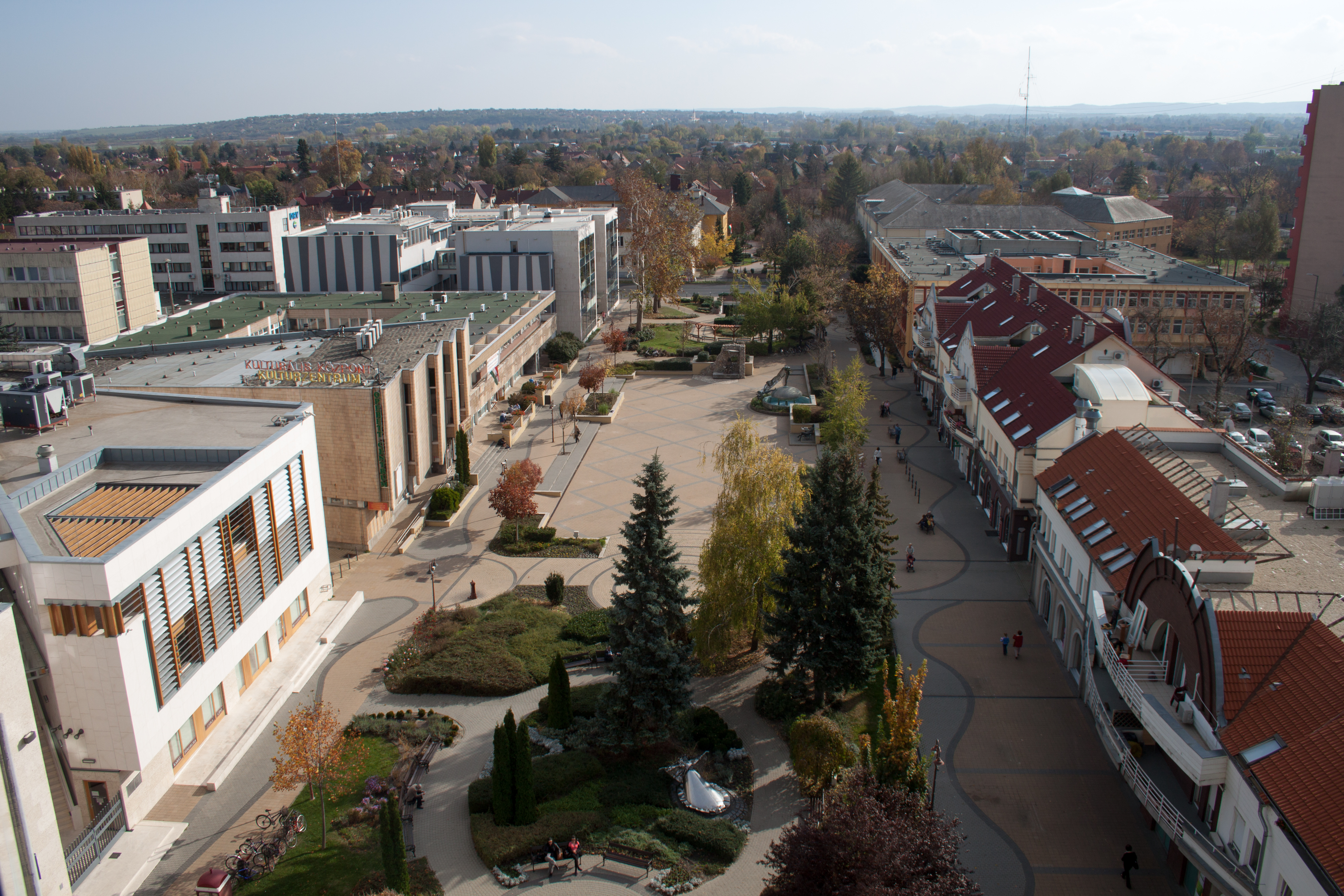
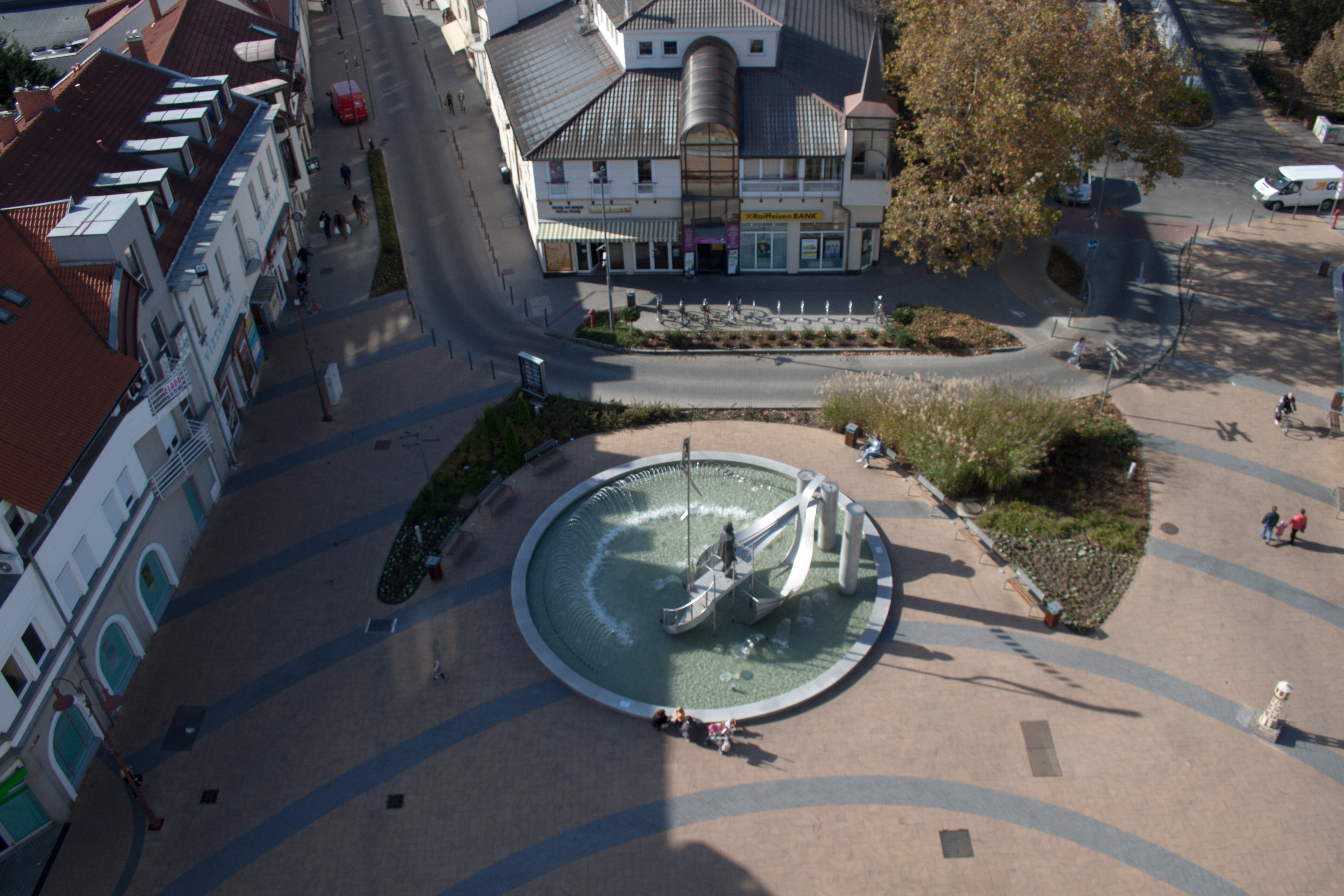
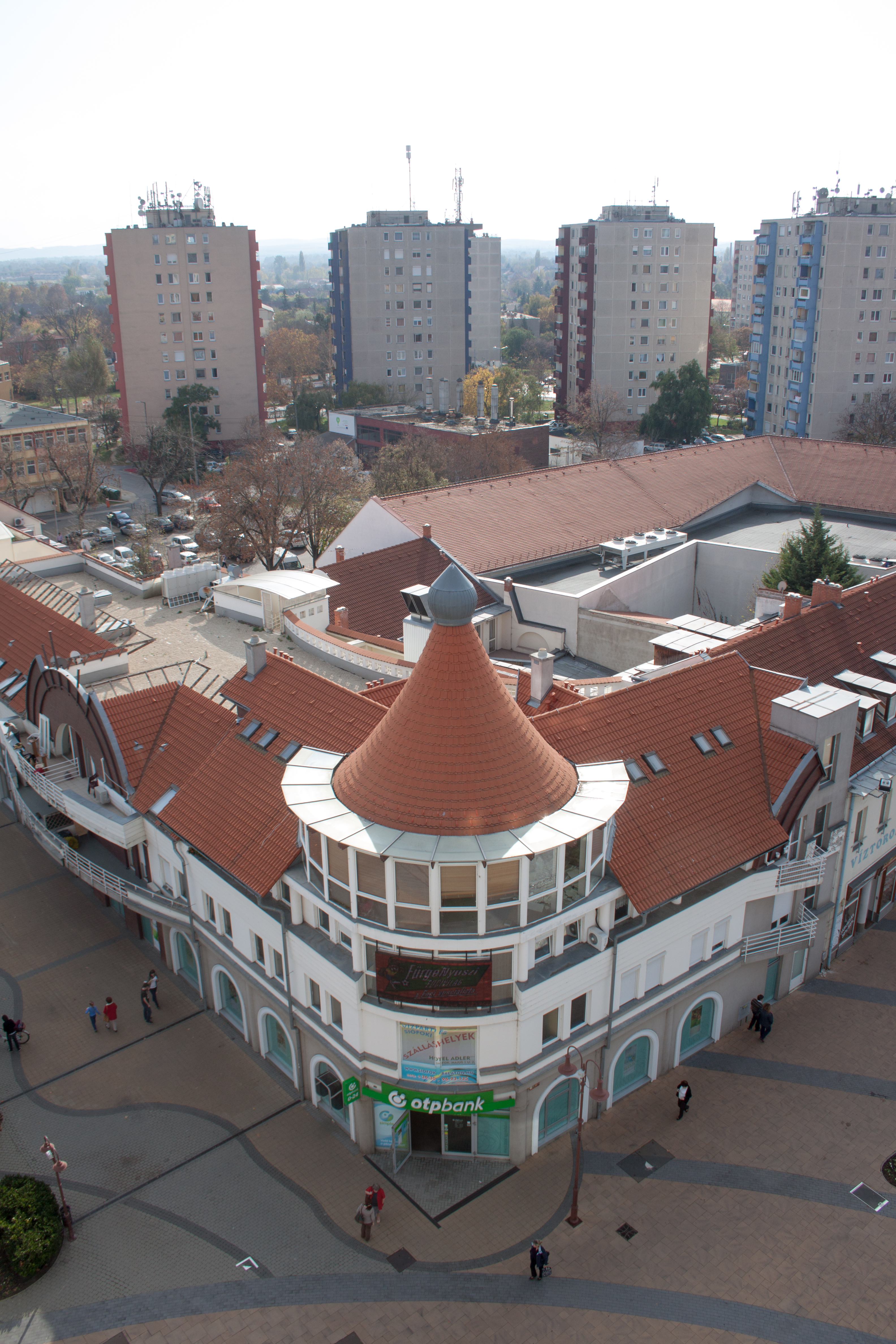
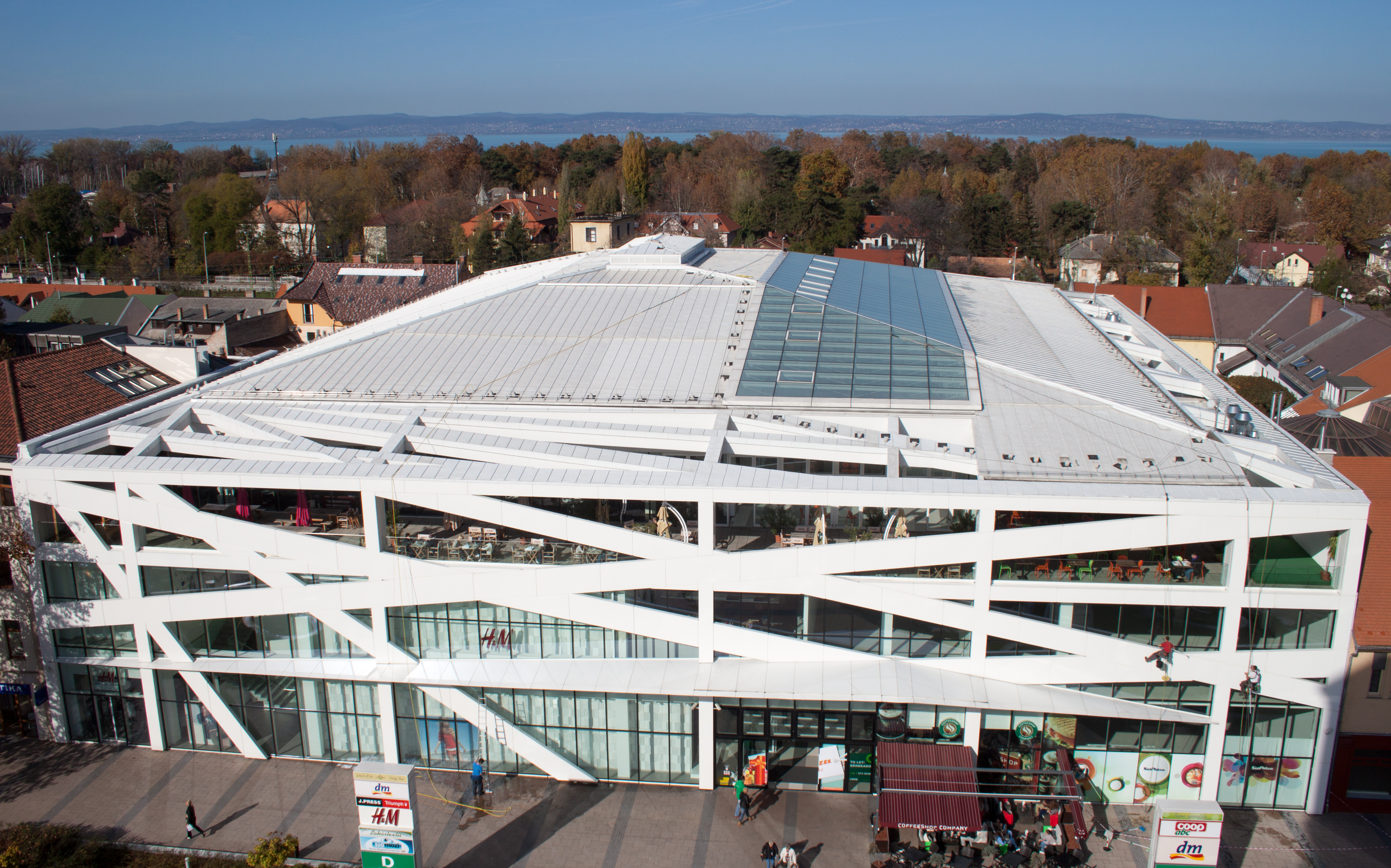
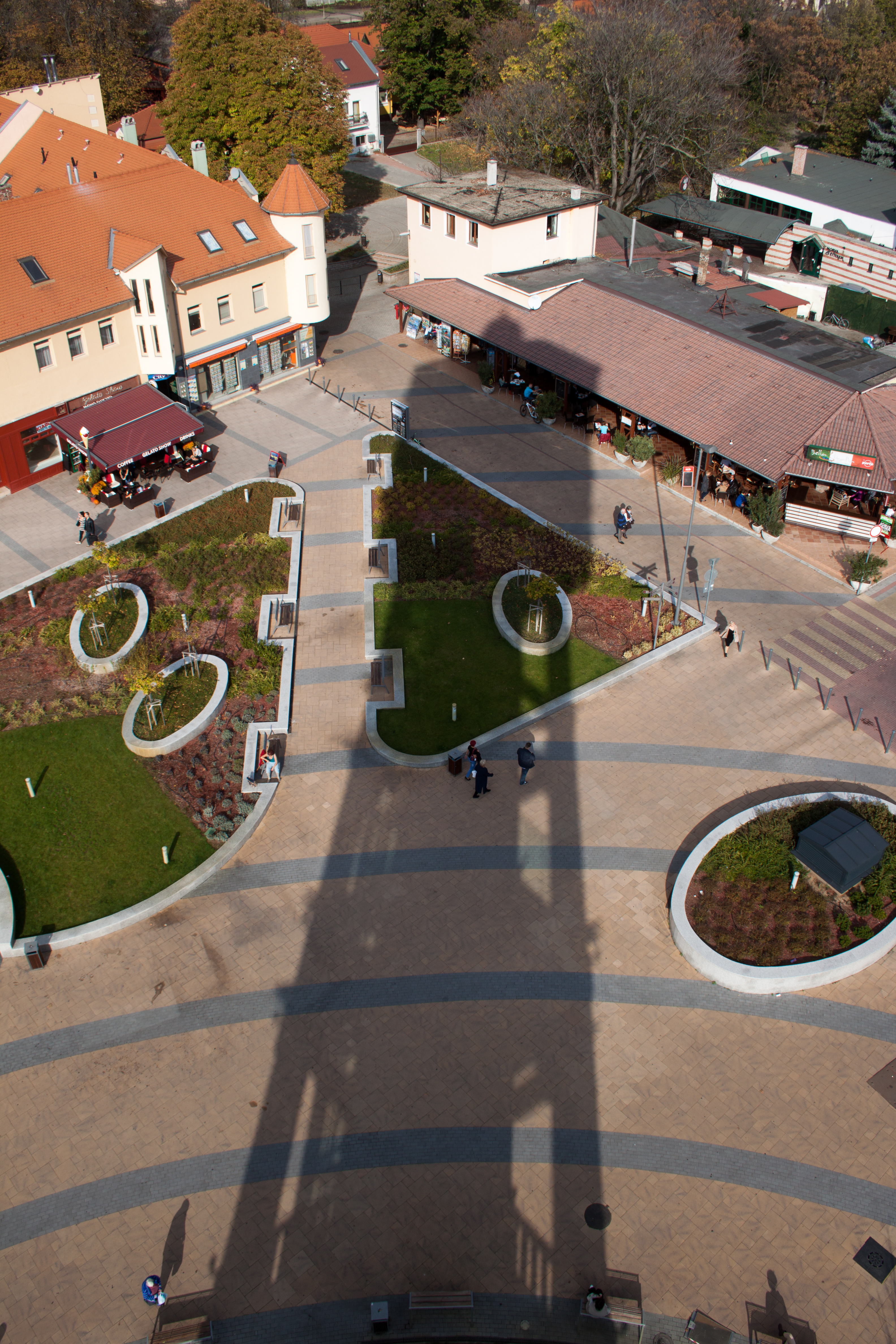